# MIQ Logistics
MIQ Logistics là một công ty hậu cần bên thứ ba có trụ sở tại Overland Park, Kansas.  Ngày nay, MIQ Logistics hoạt động trong lĩnh vực giao nhận hàng hóa toàn cầu, môi giới hải quan, quản lý chuỗi cung ứng, hậu cần dự án, hợp nhất nguồn gốc, quản lý thương mại toàn cầu, quản lý kho và trí tuệ kinh doanh toàn cầu.  Với các văn phòng ở Bắc Mỹ, Châu Á, Châu Âu, Châu Phi, Úc, New Zealand, Trung Đông và Châu Mỹ Latinh.

## Lịch sử
Năm 2010, YRC Worldwide đã bán YRC Logistics cho công ty cổ phần tư nhân Austin Ventures với giá 38,7 triệu USD.  Austin Ventures ngay sau khi mua lại thương hiệu đơn vị là MIQ Logistics.  Năm 2011, MIQ Logistics tuyên bố mua lại The Logistics Corporation Ltd. có trụ sở tại Vương quốc Anh.  Năm 2017, MIQ Logistics đã bán doanh nghiệp vận tải nội địa Bắc Mỹ cho một người mua không được tiết lộ.
Vào năm 2009, MIQ Logistics đã tình nguyện giao một mảnh thép từ Tòa tháp Trung tâm Thương mại Thế giới đã sụp đổ từ Cảng vụ New York và New Jersey đến Công viên Overland, Kansas.  SFS Architecture sau đó đã sử dụng mảnh kim loại đó và thiết kế Đài tưởng niệm 9/11 của Công viên Overland, được tạo ra để tôn vinh những người đã mất vào ngày 11 tháng 9, ghi nhớ sự hy sinh của họ và để dạy cho các thế hệ tương lai về ngày bi thảm.

### Sáng kiến môi trường
Vào năm 2012, với tư cách là thành viên điều lệ của Hiệp hội đối tác giao thông thông minh SmartWay của Cơ quan bảo vệ môi trường Hoa Kỳ (EPA), những nỗ lực của MIQ nhằm giúp khách hàng phát thải khí nhà kính, đã nhận được giải thưởng xuất sắc về môi trường.  MIQ sử dụng Mô hình Hiệu suất Hạm đội của EPA giúp các chủ hàng trong việc ước tính lượng khí thải nhà kính bằng đường bộ và đường sắt, và mở rộng cho các tàu sân bay và tàu thủy.
Các sáng kiến môi trường khác bao gồm bổ sung các tài liệu tái sử dụng để sử dụng trong các lô hàng hóa chất, loại bỏ nhu cầu sản xuất và thải bỏ trống thép.  Xe nâng pin pin hydro cũng được đánh giá là một phần của các tùy chọn thiết bị xử lý vật liệu của họ.

### Mua lại và thay đổi cấu trúc công ty
Năm 2011, MIQ đã mua lại công ty hậu cần bán lẻ có trụ sở tại Vương quốc Anh The Logistics Corporation Ltd. cung cấp các dịch vụ bao gồm, nhưng không giới hạn, kho bán lẻ và dịch vụ đáp ứng.  Năm 2016, MIQ Logistics đã mua tài sản trong Alfa Logistics có trụ sở tại Miami và Kronos Logistics có trụ sở tại Colombia với mục tiêu tăng sự hiện diện của họ ở Mỹ Latinh.  Năm 2017, MIQ Logistics đã chuyển giao doanh nghiệp vận tải nội địa Bắc Mỹ của họ cho một người mua không được tiết lộ khi họ chuyển trọng tâm hoàn toàn sang các dịch vụ vận chuyển và hậu cần quốc tế.